# Zawonia (Mazovie)
Pour les articles homonymes, voir Zawonia.
Zawonia [zaˈvɔɲa] est un village polonais de la gmina de Chlewiska, du powiat de Szydłowiec et dans la voïvodie de Mazovie dans le centre-est de la Pologne.
Il est situé à environ 8 kilomètres au nord de Chlewiska, 10 kilomètres au nord-ouest de Szydłowiec et à 102 kilomètres au sud de Varsovie.
Le village a une population de 109 habitants en 2008.